# Arroyo Perdido
El Perdido es un arroyo que se encuentra en el centro norte de la provincia del Chubut, República Argentina. Posee una longitud de 220 km y recorre en sentido oeste - este y no desemboca en ningún océano, por lo tanto forma una cuenca endorreica. Sus aportes son todos cañadones intermitentes que colectan agua en épocas de lluvias.

## Recorrido
El arroyo se origina en las cercanías del Cerro La Paloma (a su vez cerca de la localidad de Lagunita Salada) y está delimitada por los cerros Guadal, Parva, Santa Ana, Aucalfilo, Sierra Chipchihuau y Mojón. Recorre hacia el sudeste, recibe los aportes de cañadones intermitentes y presenta una pequeña planicie de inundación formando el Valle General Racedo, el cual comienza estrecho en su primer tramo y luego se amplía. Aquí está delimitado por la Sierra Yala Laubat, y los cerros Taquetrén y del Rosario.
A la altura de la localidad de Los Altares, su curso varía hacia el noreste, hasta penetrar en una zona baja donde se torna intermitente. Allí pasa cerca de la localidad de El Mirasol y recibe las aguas del arroyo homónimo, como así también de otros cañadones. Aquí está delimitado al este por las Lomas Coloradas. Finalmente culmina en los bajos de la Tierra Colorada, cerca del lugar donde desagua el Arroyo Telsen y el Ranquilao.